# Peoriai egyházmegye
A Peoriai egyházmegye (latinul: Dioecesis Peoriensis) egy római katolikus egyházmegye az Amerikai Egyesült Államok közép illinois-i régiójában. Székhelye Peoriában található.

## Területe
A Peoriai egyházmegyét hivatalosan 1875. február 12-én alakították meg. A területét a régi Chicagói egyházmegye területéből választották le. Az egyházmegye első püspöke John Lancaster Spalding volt. Későbbi püspökök: William E. Cousins (püspök 1952-től 1958-ig), John Baptist Franz, Edward William O'Rourke, és aztán O'Rourke koadjutor püspöke, később utóda, John J. Myers (most a Newark nyugalmazott érseke), aki vendégül látta Kalkuttai Teréz Anyát 1995. decemberi Peoriai egyházmegyei látogatásán.
Az egyházmegye magába foglalja Illinois állam Bureau, Champaign, DeWitt, Fulton, Hancock, Henderson, Henry, Knox, LaSalle, Livingston, Logan, Marshall, Mason, McDonough, McLean, Mercer, Peoria, Piatt, Putnam, Rock Island, Schuyler, Stark, Tazewell, Vermilion, Warren és Woodford megyéit.
Az egyházmegyében kezdte papi szolgálatát Fulton Sheen, Rochester püspöke.

## Szomszédos egyházmegyék
- Jefferson City-i egyházmegye (délnyugat)
- Davenporti egyházmegye (nyugat)
- Rockfordi egyházmegye (észak)
- Jolieti egyházmegye (északkelet)
- Lafayette-i egyházmegye (kelet)
- Indianapolisi főegyházmegye (délkelet)
- Springfieldi római katolikus egyházmegye (dél)

## Fordítás
Ez a szócikk részben vagy egészben  a   Roman Catholic Diocese of Peoria című angol Wikipédia-szócikk fordításán alapul.  Az eredeti cikk szerkesztőit annak laptörténete sorolja fel. Ez a jelzés csupán a megfogalmazás eredetét és a szerzői jogokat jelzi, nem szolgál a cikkben szereplő információk forrásmegjelöléseként.